# Turun Pallokerho
TPK Turku – fiński klub piłkarski z siedzibą w mieście Turku.

## Osiągnięcia
- 3.miejsce mistrzostw Finlandii: 1951

## Historia
Klub założony został w 1935 roku. W 1951 roku klub debiutował w najwyższej lidze mistrzostw, a w 1952 po raz ostatni zagrał w niej, po czym spadł do drugiej ligi.